# Codiaeum variegatum
Pour les articles homonymes, voir Croton.
Espèce
Classification APG III (2009)

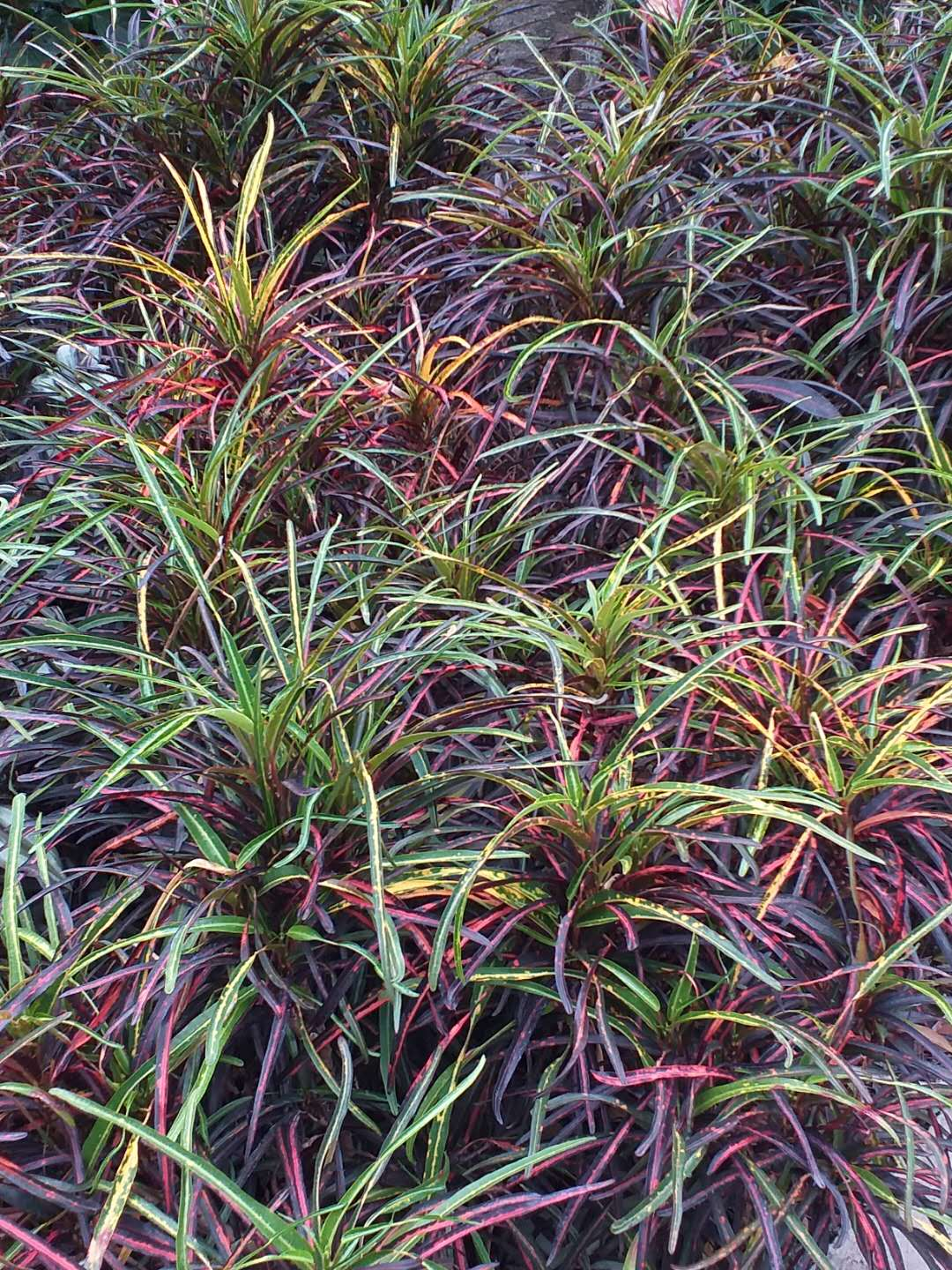
Codiaeum variegatum var. pictum f. taeniosum.

Codiaeum variegatum, connu aussi sous le nom commun de croton, est une espèce de plantes à fleurs de la famille des Euphorbiaceae. C'est un arbuste dont les feuilles sont luisantes et coriaces. Elles sont très variables : elles peuvent être elliptiques ou rubanées, et leur coloration peut être verte avec des nervures contrastantes rouges ou jaunes, ce qui en fait une importante plante ornementale en climat tropical ou subtropical.
Le genre Codiaeum comprend 16 autres espèces.

## Liste des variétés
Selon World Checklist of Selected Plant Families (WCSP) (11 oct. 2011) :

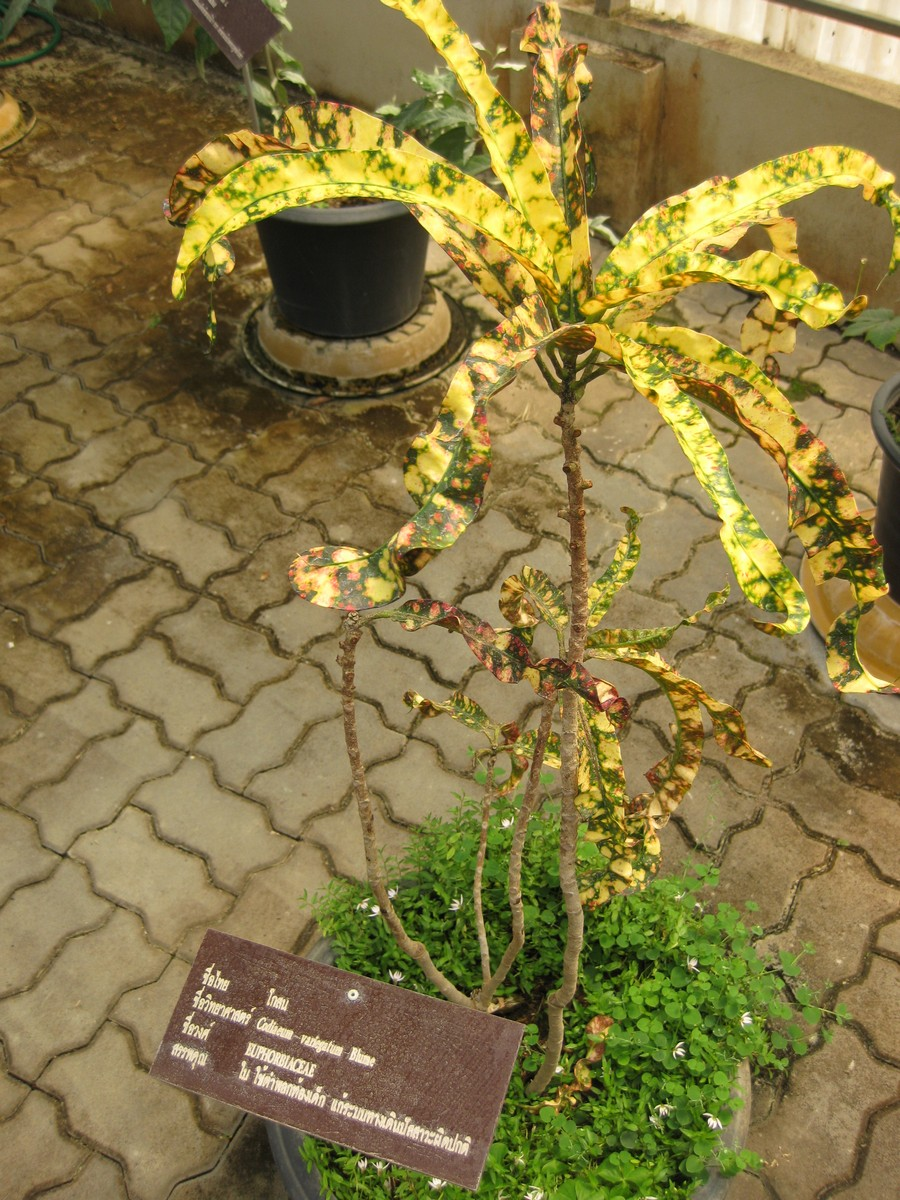
Codiaeum variegatum, au Jardin botanique de la reine Sirikit, en Thaïlande.

- variété Codiaeum variegatum var. cavernicola Kiew & Welzen
- variété Codiaeum variegatum var. variegatum

d'autres variétés ont été décrites, telle que Codiaeum variegatum var. pictum, mais ne sont pas acceptées.

## Propriétés
Son latex coloré peut provoquer des eczémas allergiques chez les professionnels de l'horticulture. La mastication des tiges ou des racines provoquerait des brûlures dans la bouche.
On a, vis-à-vis de cette plante, un réflexe de précaution. En effet, même si la littérature ne signale pas de problèmes d'intoxication ou d’irritation graves, on considère qu'elle est potentiellement toxique.

## Usages
En Nouvelle-Calédonie, dans la culture kanak, le croton symbolise traditionnellement la présence des ancêtres. On retrouve fréquemment cet arbuste dans les tribus. Quand la végétation a reconquis le paysage, il indique l'emplacement d'habitations anciennes.

## Galerie

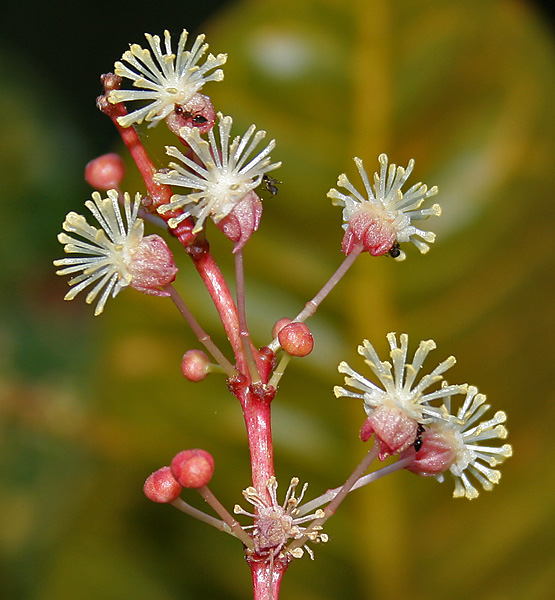
Fleurs mâles
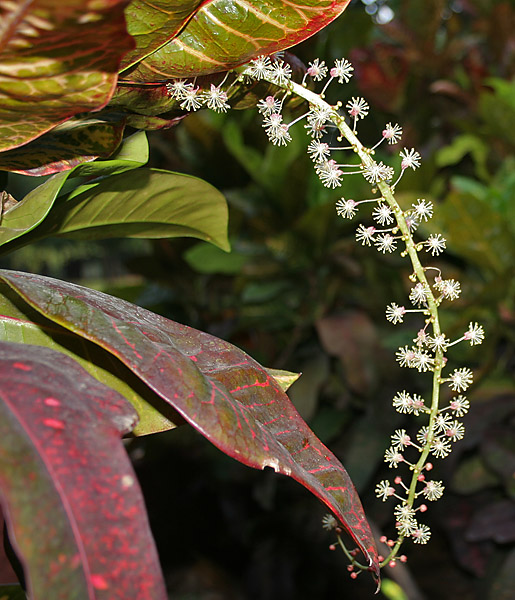
Inflorescence mâle
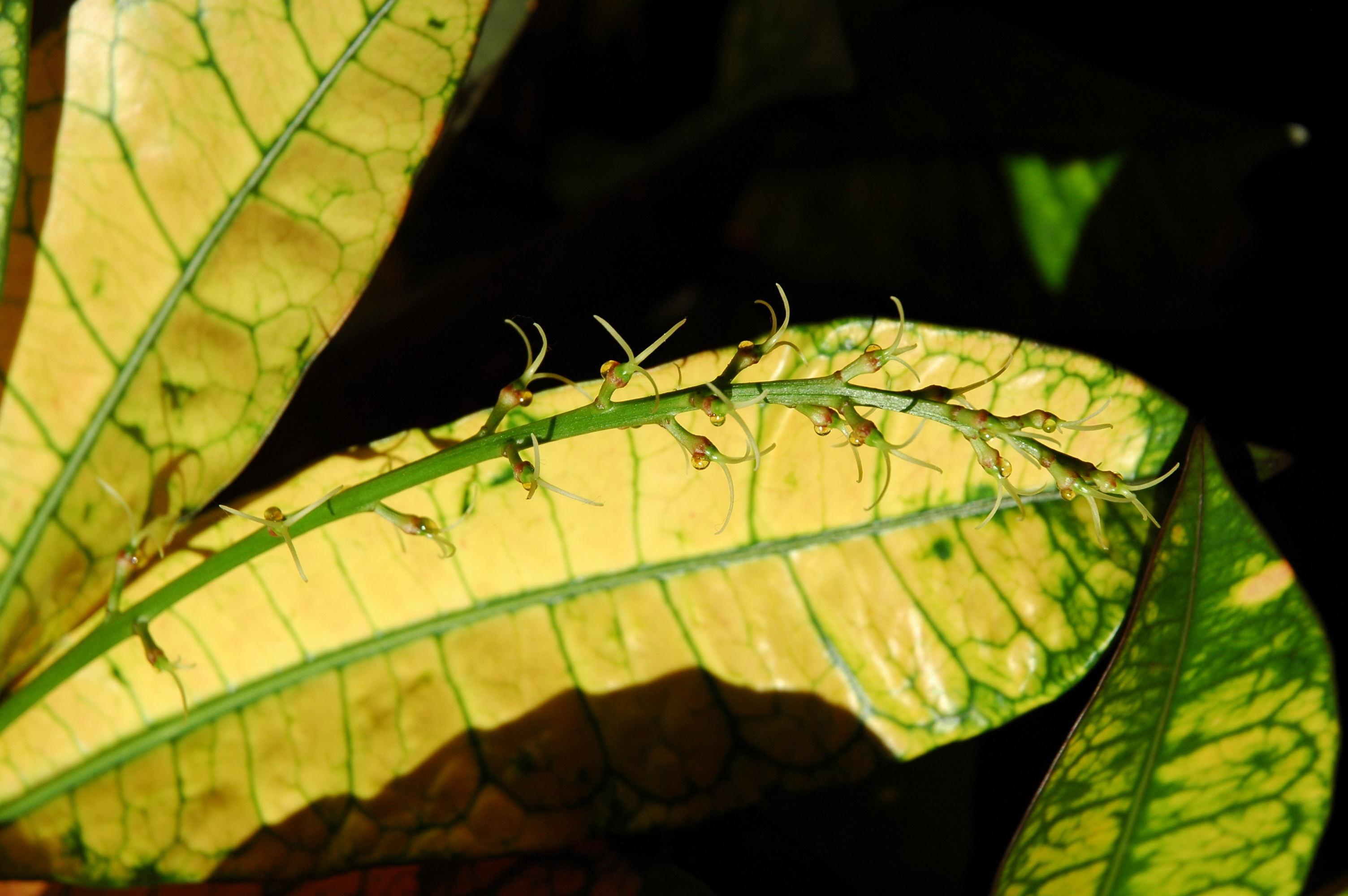
Inflorescence femelle
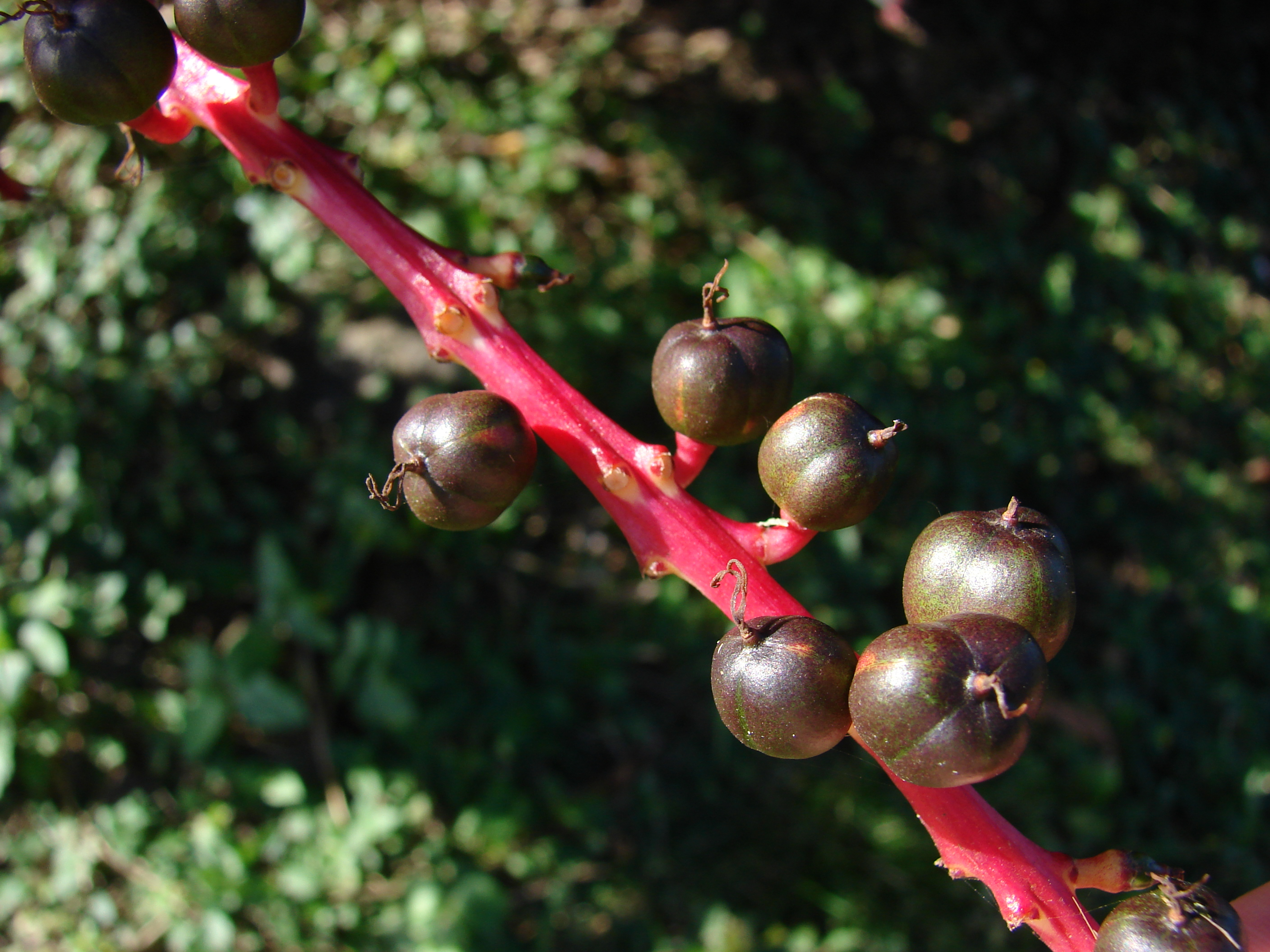
Fruits

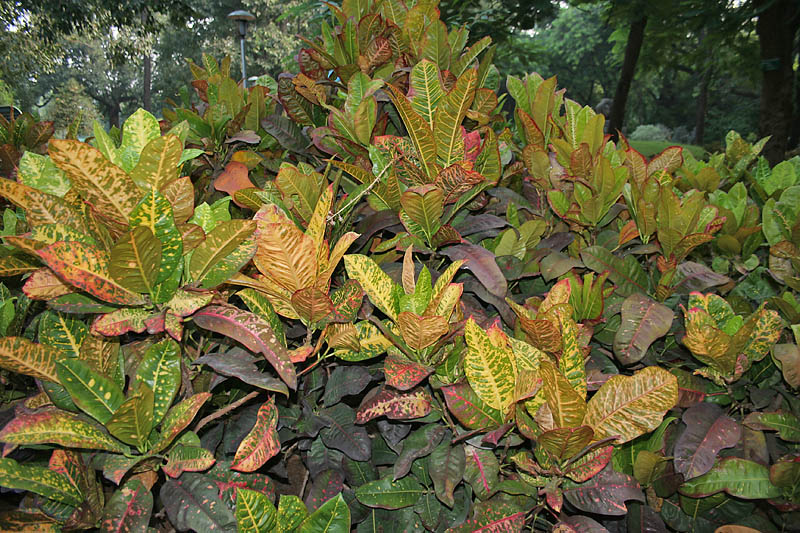
À Hyderâbâd.
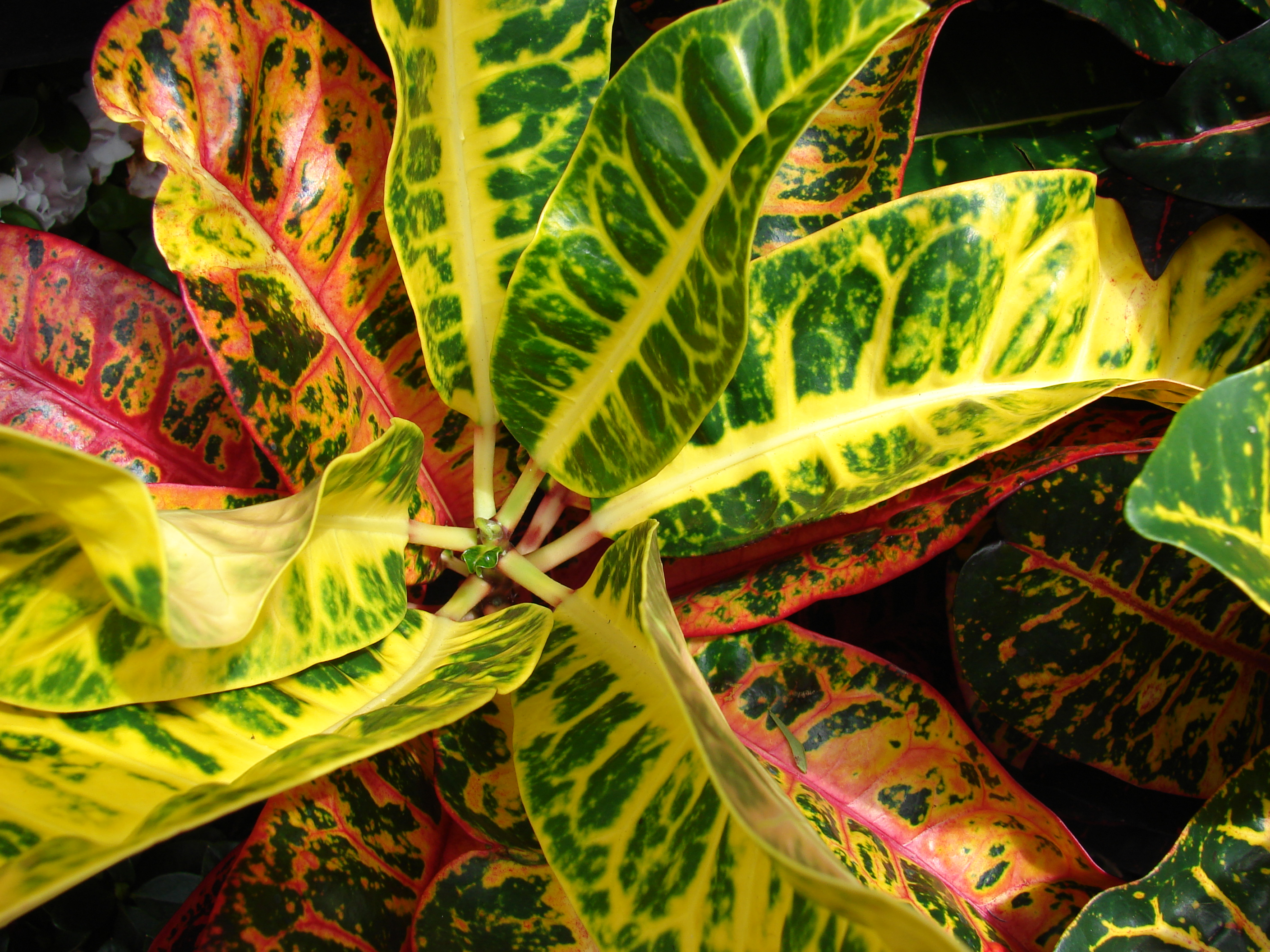
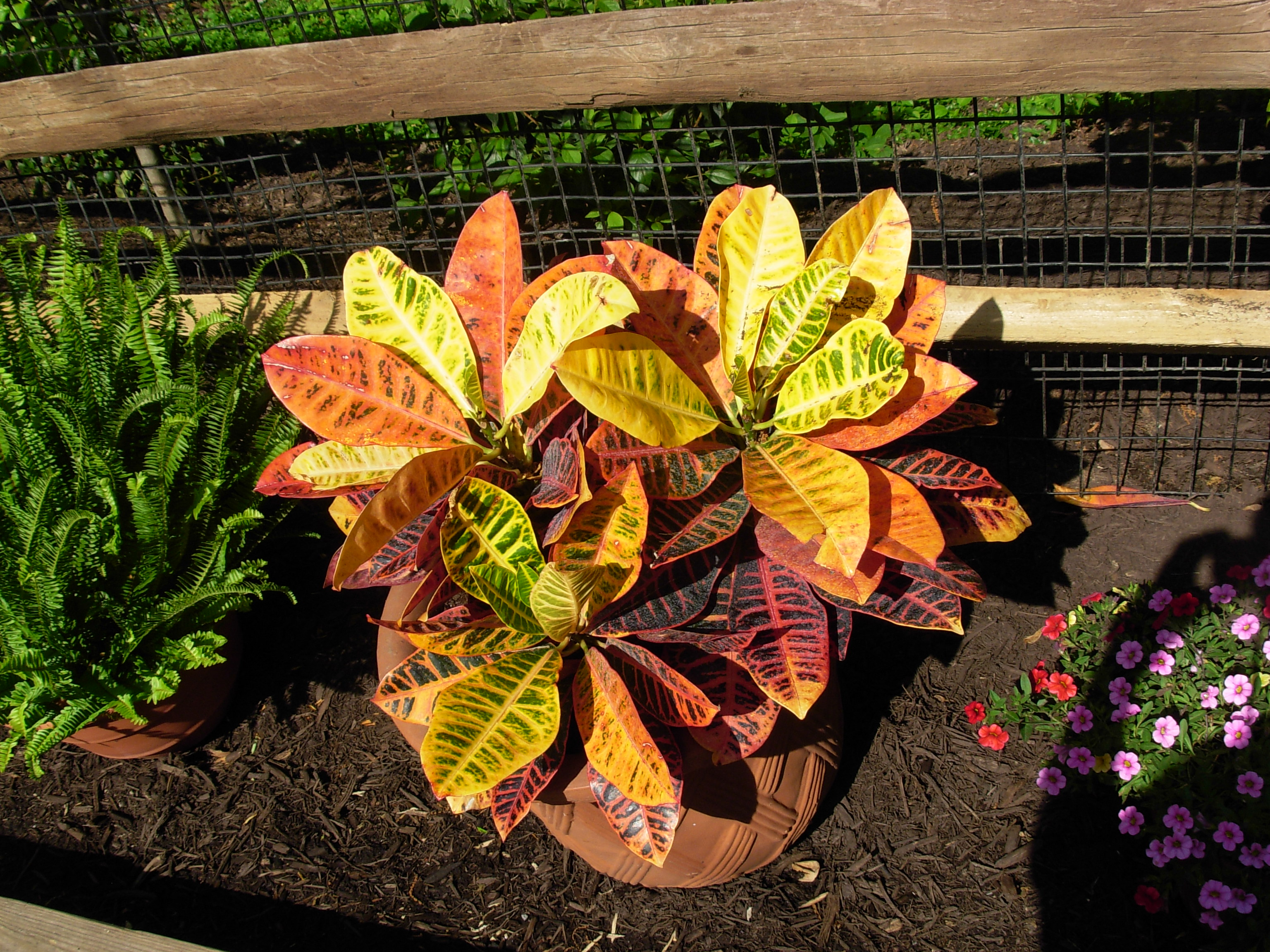
Codiaeum variegatum en pot.
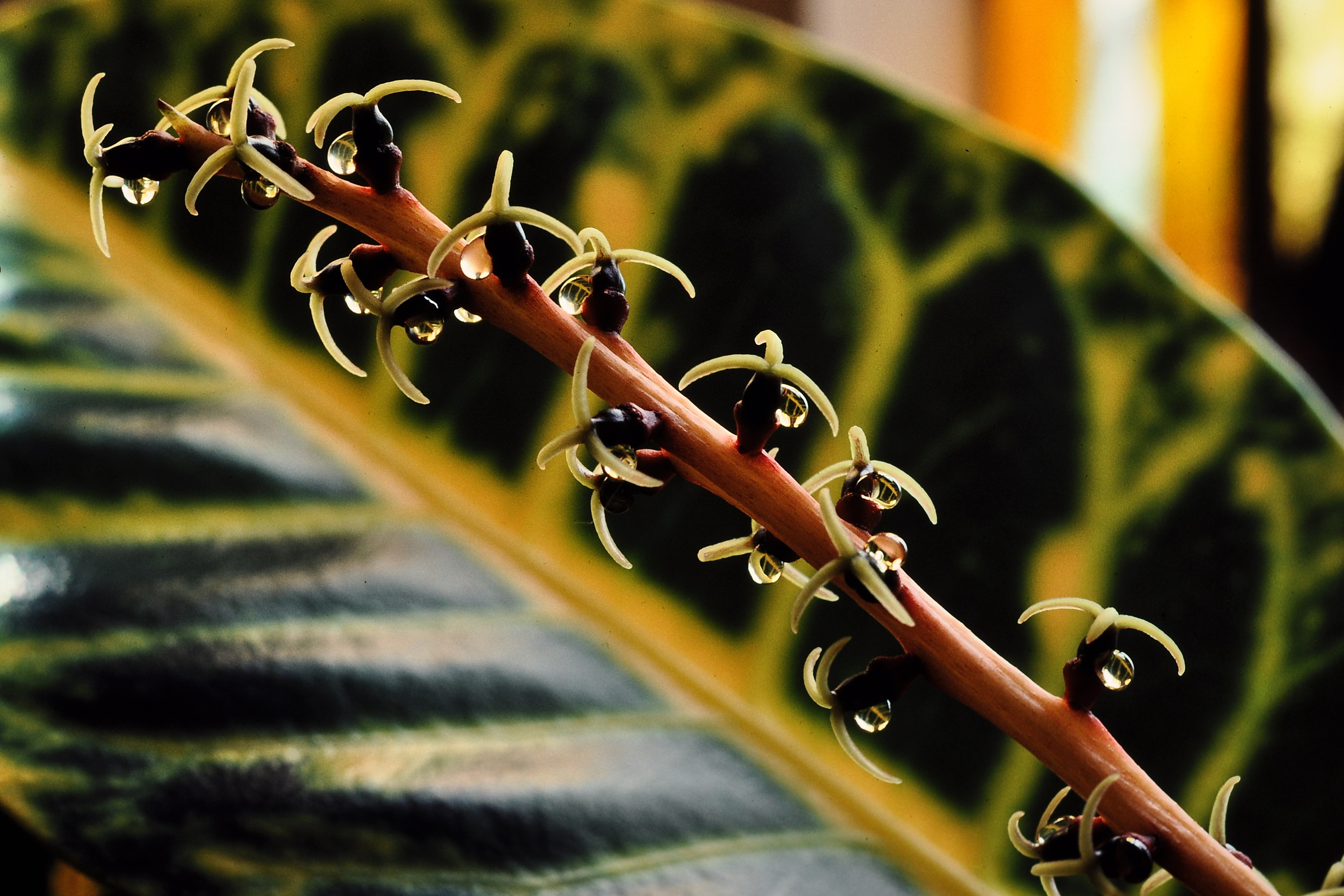
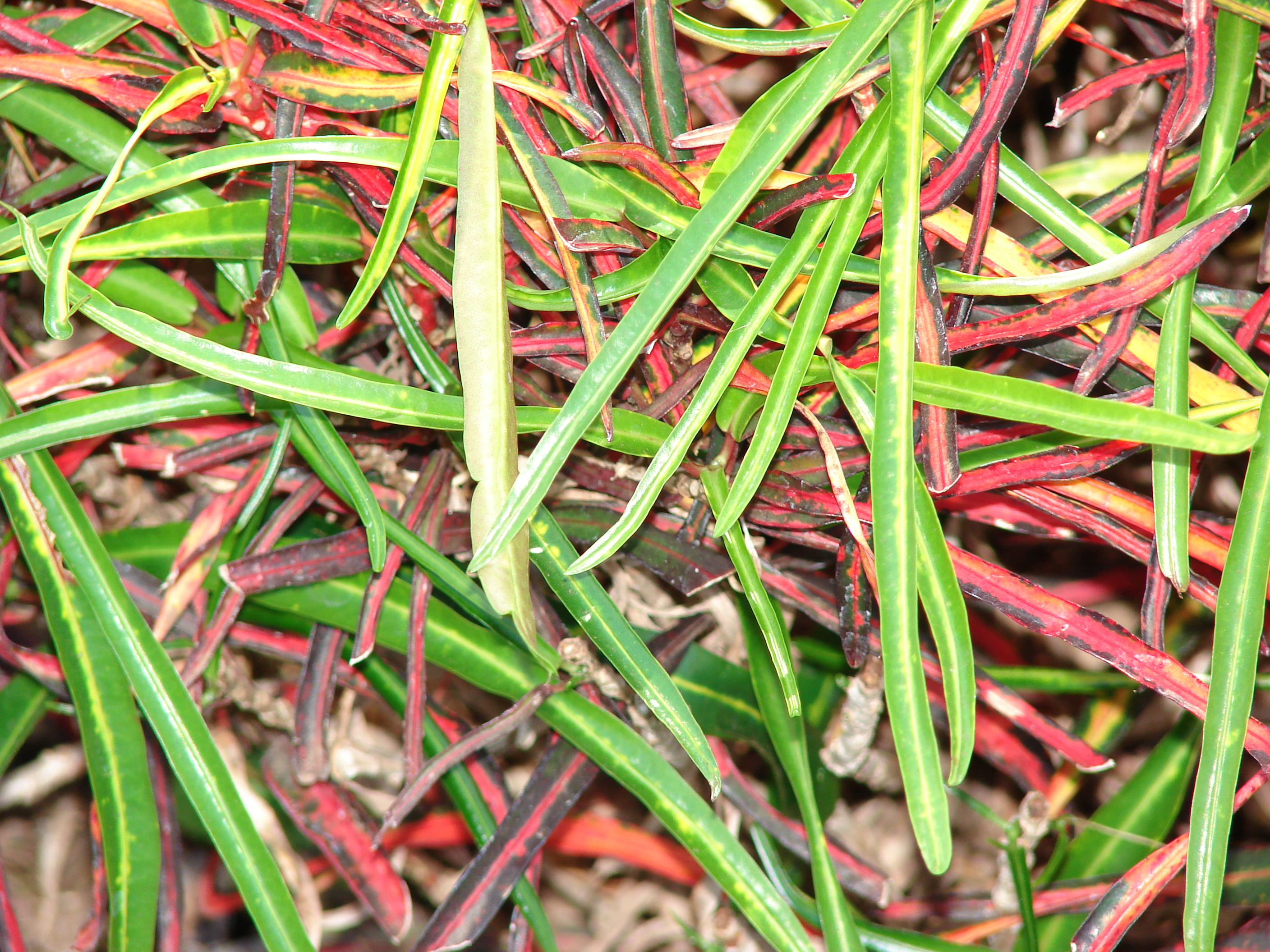
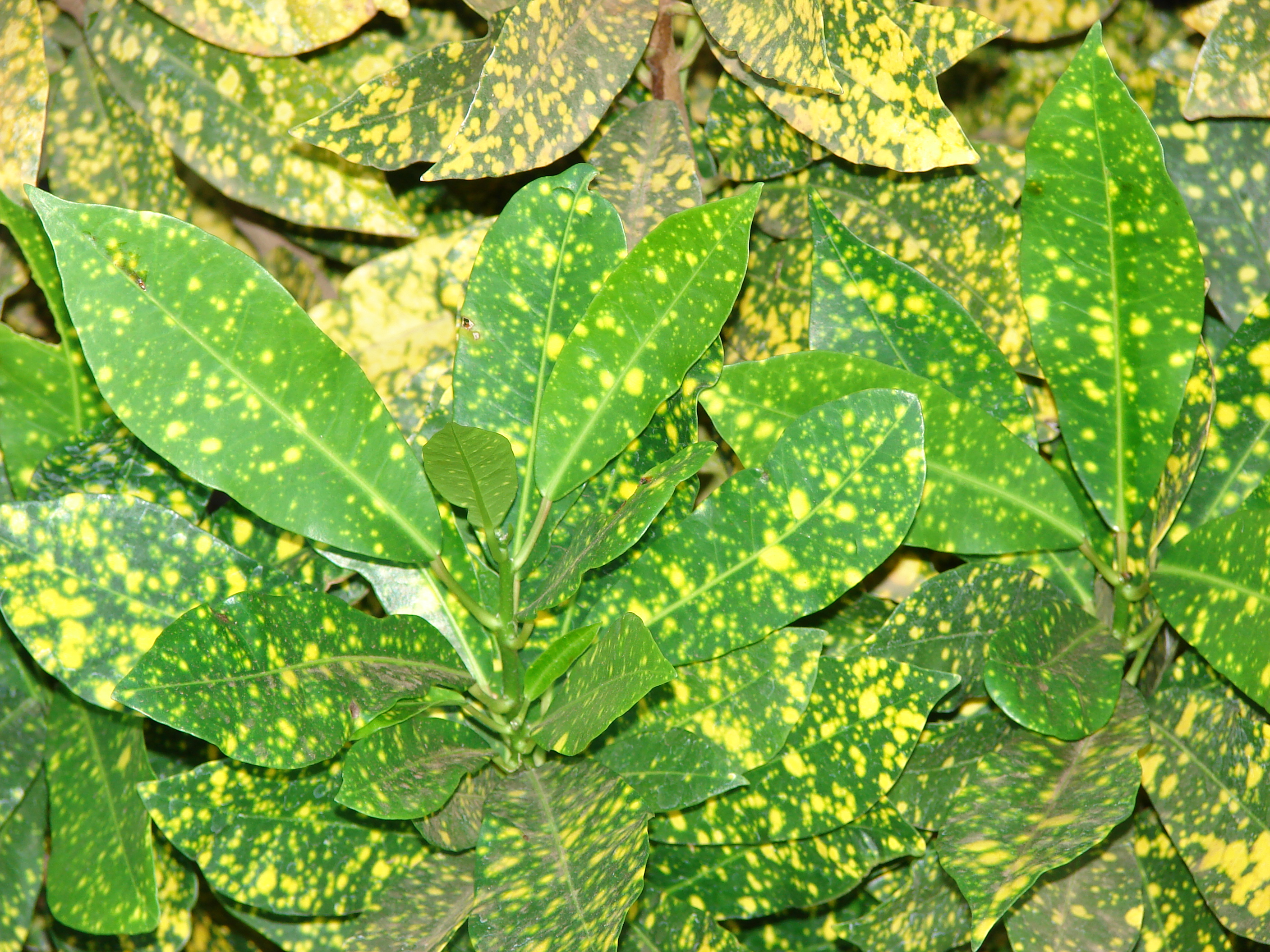
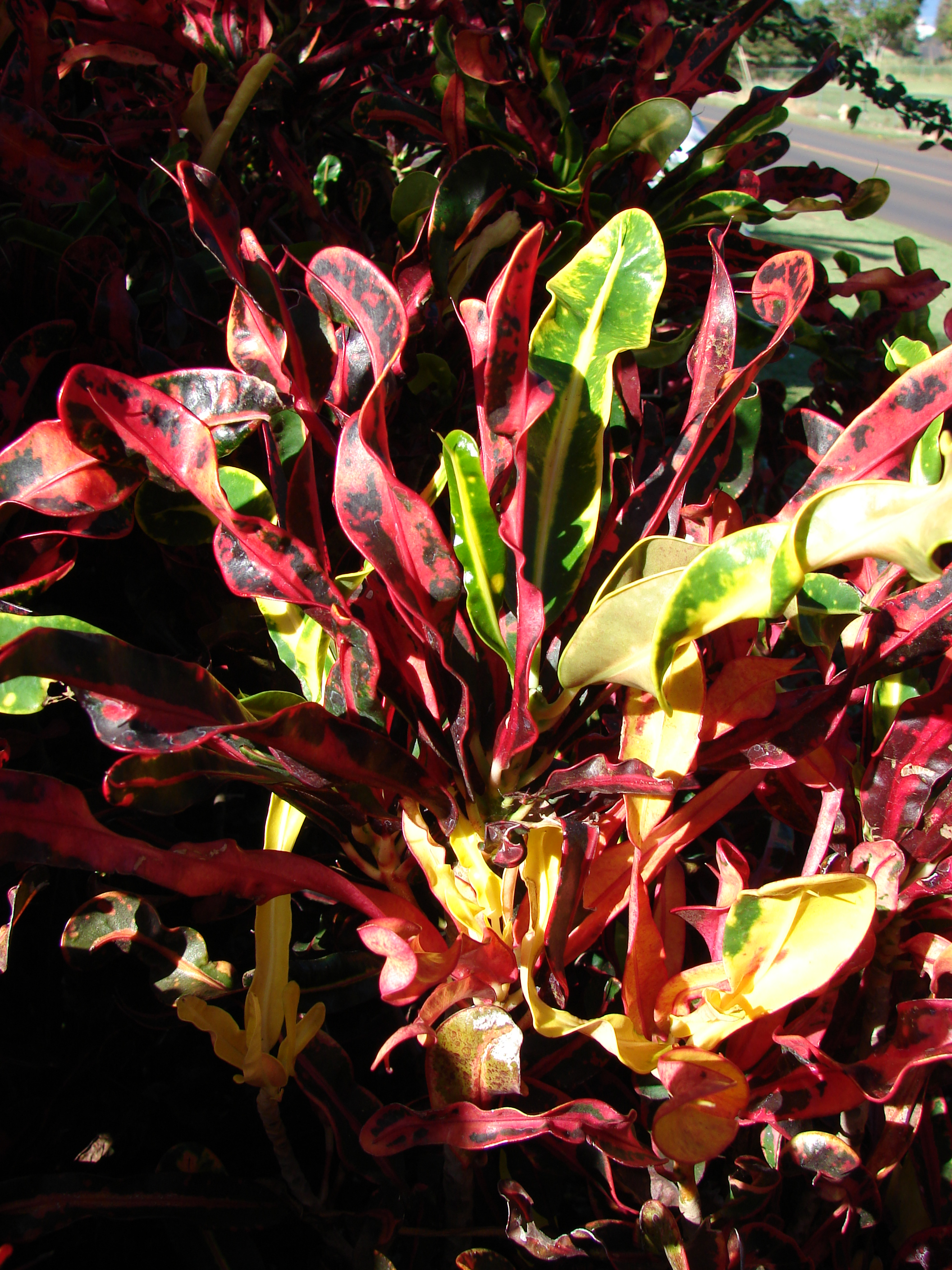
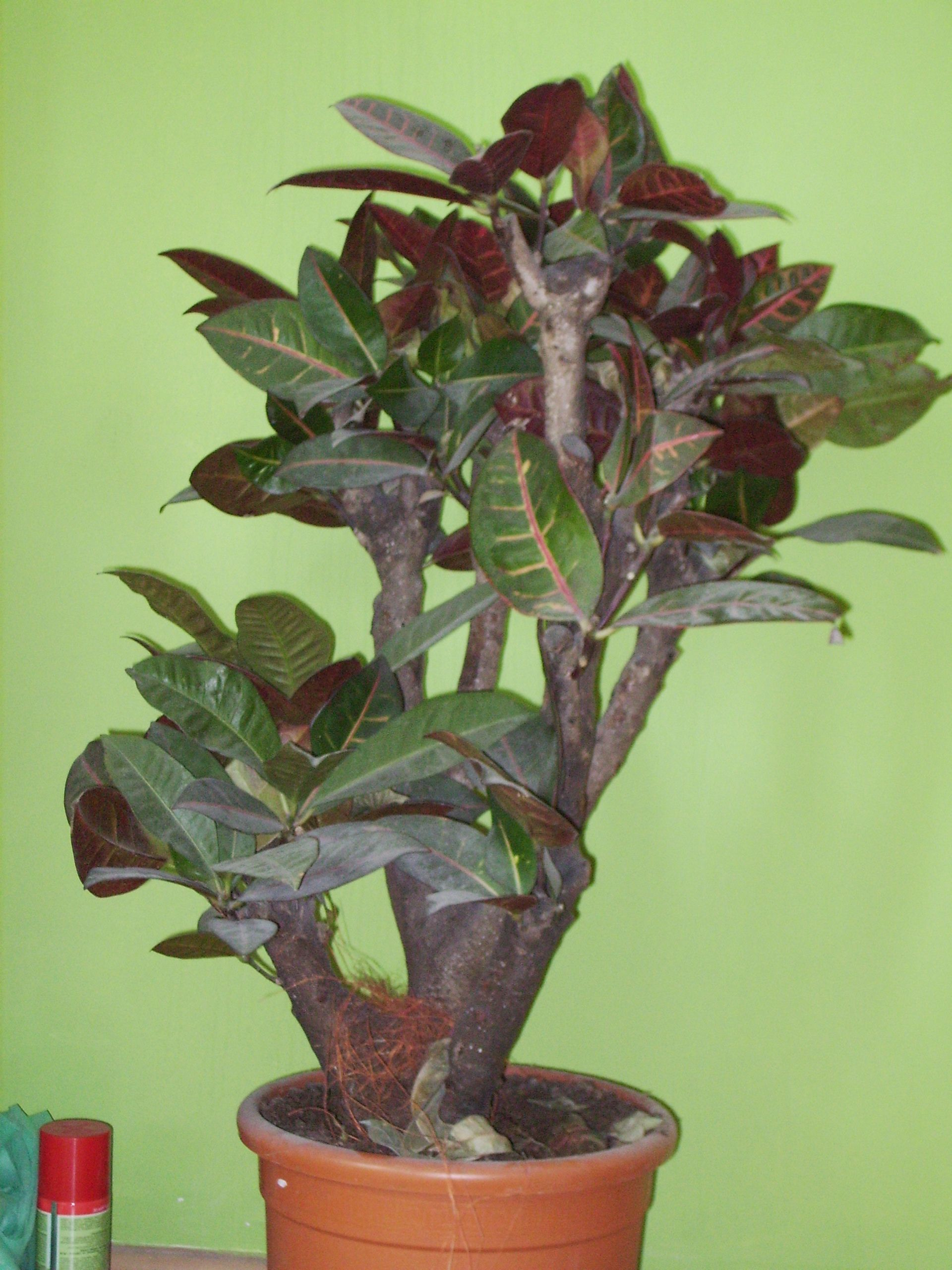